# Львівське товариство єврейської культури імені Шолом-Алейхема
 Львівське товариство єврейської культури ім. Шолом-Алейхема (їд. לוואווער יידישער קולטור-געזעלשאפט אויף "שלום-עלכים'ס" נאמען) — заснована у Львові 1988 року неприбуткова громадська організація, яка займається збереженням єврейської культурної спадщини, підтриманням традицій та благодійністю. Товариство носить ім'я відомого письменника Шолом-Алейхема, біля витоків стояв Лізен Олександр Михайлович.
Організація базується в синагозі Якоб Глазнер Шул (вул. Вугільна, 3), цінній архітектурній пам'ятці 19 століття.

## Цілі
- вивчення мов їдиш та івриту;
- вивчення єврейського фольклору, літератури, історії та культури єврейського народу шляхом організації курсів, кружків тощо;
- збереження пам'ятників історії, культури, мистецтва; організація вокальних, інструментальних ансамблів;
- організація концертів, виставок;
- організація та підтримання діяльності музею та бібліотеки;
- налагодження діалогу і тісної співпраці з аналогічними організаціями інших народів.